# Macroglossum stenoxanthum
Macroglossum stenoxanthum là một loài bướm đêm thuộc họ Sphingidae. Nó được tìm thấy ở miền bắc Queensland.